# Bill Rexford
Bill Rexford (* 14. März 1927 in Conewango Valley, New York; † 18. April 1994) war ein US-amerikanischer Automobilrennfahrer und Meister in der Grand National Series im Jahre 1950.

## Werdegang
Der in Conewango Valley geborene Rexford machte sich zunächst einen Namen im Tourenwagen-Rennsport in der Region. Als NASCAR die Strictly Stock Series im Jahre 1949 einführte, nahm er an drei Rennen im Nordosten der Vereinigten Staaten teil, wobei ein dritter Platz das beste Ergebnis war.
In der Saison 1950 war Rexford einer von zwei Fahrern aus den Nordstaaten in der in Grand National umbenannten Rennserie. Der andere Fahrer war sein Teamkollege Lloyd Moore. In diesem Jahr gewann Rexford sein erstes und einziges NASCAR-Rennen seiner Karriere in Canfield, Ohio.
Gegen Ende der Saison kämpfte Rexford um den Meisterschaftssieg, dessen Ausgang maßgeblich vom Pech der anderen Titelanwärter entschieden wurde. Die beiden Titelanwärter Fireball Roberts und Curtis Turner erreichten am Ende der Saison schlechte Ergebnisse. Der dritte Titelkandidat Lee Petty dagegen wurde mit einem Punktabzug von 809 Punkten bestraft, weil er in Rennen anderer Motorsportverbänden angetreten war. Der Punktabzug betrug umgerechnet etwa vier Siege oder fünf dritte Plätze.
Beim letzten Rennen der Saison in Hillsboro, North Carolina hatte Rexford eine knappe Führung in der Meisterschaft vor Roberts. Den Titel verpasste er beinahe, als er mit einem frühen Motorschaden ausfiel. Roberts hätte ein Ergebnis unter den ersten Fünf gereicht, um Meister zu werden. Allerdings fuhr er aggressiv, da er das Rennen gewinnen wollte. Weniger als 50 Runden vor Schluss schied auch Roberts mit Motorschaden aus, was Rexford den Titel in der Saison 1950 bescherte.
Im darauffolgenden Jahr nach dem Sieg in der Meisterschaft kehrte Rexford in den Nordosten zurück, um weiter Autorennen zu fahren. Er trat in den folgenden noch in einer Handvoll größerer NASCAR-Rennen im Südosten und Nordosten an. Sein Sieg in Canfield blieb der einzige in der Karriere als NASCAR-Rennfahrer.
Rexford ist mit Stand von 2020 der jüngste Fahrer, der jemals die Meisterschaft in der Cup-Serie von NASCAR gewinnen konnte, sowie ebenfalls der jüngste NASCAR-Champion überhaupt, bis Rob Moroso diesen Rekord 1989 brach. Bis zum Sieg in der Meisterschaft durch Alan Kulwicki aus Wisconsin in der Saison 1992 war er der einzige Fahrer aus dem Norden der Vereinigten Staaten, der die Meisterschaft gewinnen konnte, sowie bis zum Titelgewinn von Martin Truex Jr. aus New Jersey im Jahre 2017 der einzige aus dem Nordosten. Rexford ist der einzige Meister der Cup-Serie, der im Jahre 1998 nicht in die NASCAR’s 50 Greatest Drivers aufgenommen wurde.